# Brión (Ferrol)
Santa María de Brión és una parròquia rural i localitat del municipi gallec de Ferrol, a la província de la Corunya.
Va ser escenari de la batalla de Brión, enfrontament que va tenir lloc els dies 25 i 26 d'agost de 1800 entre les tropes britàniques i espanyoles, durant les Guerres Napoleòniques, amb l'objectiu de destruir la ciutat de Ferrol i els seus arsenals.
L'any 2015 tenia 345 habitants agrupats en 5 entitats de població: Brión, Liñares, Martín, San Cristovo i San Felipe.